# Eure-et-Loir
Eure-et-Loir ou Eure e Líger é um departamento da França localizado na região Centro, possui esta designação devido aos rios Eure e Loire. Sua capital é a cidade de Chartres.
Eure-et-Loir foi um dos 83 departamentos iniciais criados durante a revolução francesa a 4 de Março de 1790. Foi criado com partes de Orléanais, Perche e Chartrain.